# O Isis und Osiris
O Isis und Osiris (littéralement Ô Isis et Osiris) est le premier air chanté par Sarastro, souverain du Royaume de la Lumière, une basse, et les prêtres dans l'opéra de Mozart La Flûte enchantée (air no 10, à l'acte II).

## L'air
Ce premier air chanté par Sarastro et les prêtres sert à matérialiser l'espoir des personnages.

## Le texte
Le texte est tiré du livret en allemand de l'ami de Mozart Emanuel Schikaneder, qui jouait aussi le rôle de Papageno lors de la première représentation. 
| Texte original allemand | Traduction française |
| --- | --- |
| SARASTRO O Isis und Osiris, schenket der Weisheit Geist dem neuen Paar! Die Ihr der Wand’rer Schritte lenket, stärkt mit Geduld sie in Gefahr. PRIESTER Stärkt mit Geduld sie in Gefahr. SARASTRO Laßt sie der Prüfung Früchte sehen, doch sollten sie zu Grabe gehen, so lohnt der Tugend kühnen Lauf, nehmt sie in euren Wohnsitz auf! PRIESTER Nehmt sie in euren Wohnsitz auf! | SARASTRO Ô Isis et Osiris accordez la sagesse au nouveau couple ! Vous qui dirigez les pas du voyageur, Accordez-leur la fermeté dans le danger. LES PRÊTRES Accordez-leur la fermeté dans le danger. SARASTRO Montrez-leur les fruits de leurs épreuves. Mais s’ils devaient y succomber, récompensez encore l’audace de leur vertu et accueillez-les dans votre demeure ! LES PRÊTRES Accueillez-les dans votre demeure ! |